# Franz Egg
Franz Egg, auch Ögg (* 20. Februar 1861 am Fernpass, Gemeinde Nassereith; † 29. Juni 1922 in Innsbruck), war ein österreichischer Bildhauer.

## Leben
Der Sohn eines Straßenmeisters besuchte die Volksschule in Nassereith und anschließend von 1872 bis 1878 die staatliche Bildhauerfachschule von Johann Grissemann in Imst. Von 1879 bis 1881 arbeitete er als Gehilfe beim Bildhauer Josef Waßler in Meran, anschließend bei der Altarbaufirma Huber in Augsburg. 1882/83 besuchte er einen Spezialkurs für Modellieren und Zeichnen an der Akademie der bildenden Künste München. 1890 berief ihn der Historienmaler Albrecht Steiner von Felsburg nach Innsbruck, wo er sich selbständig machte und Cäcilia Schmid, die Tochter des Architekten Josef Schmid, heiratete. Er unternahm Studienreisen nach Deutschland, Böhmen, Ungarn, Italien und in die Schweiz. 1897 war er einer der drei Gründer des „Vereins für Kirchenkunst und Gewerbe in Tirol und Vorarlberg“, 1902 wurde er als Nachfolger von Edmund von Wörndle dessen Vorsitzender. 1904 zeichnete ihn Erzherzog Franz Ferdinand mit dem Titel eines Kammerbildhauers aus.
Egg beschäftigte sich hauptsächlich mit kirchlicher Kunst und schuf ornamentale wie figurale Holzschnitzereien für Kirchen in Tirol, aber auch in Ungarn, Böhmen und Sachsen, die sich meist an altdeutschen gotischen oder barocken Vorbildern orientieren.

## Werke

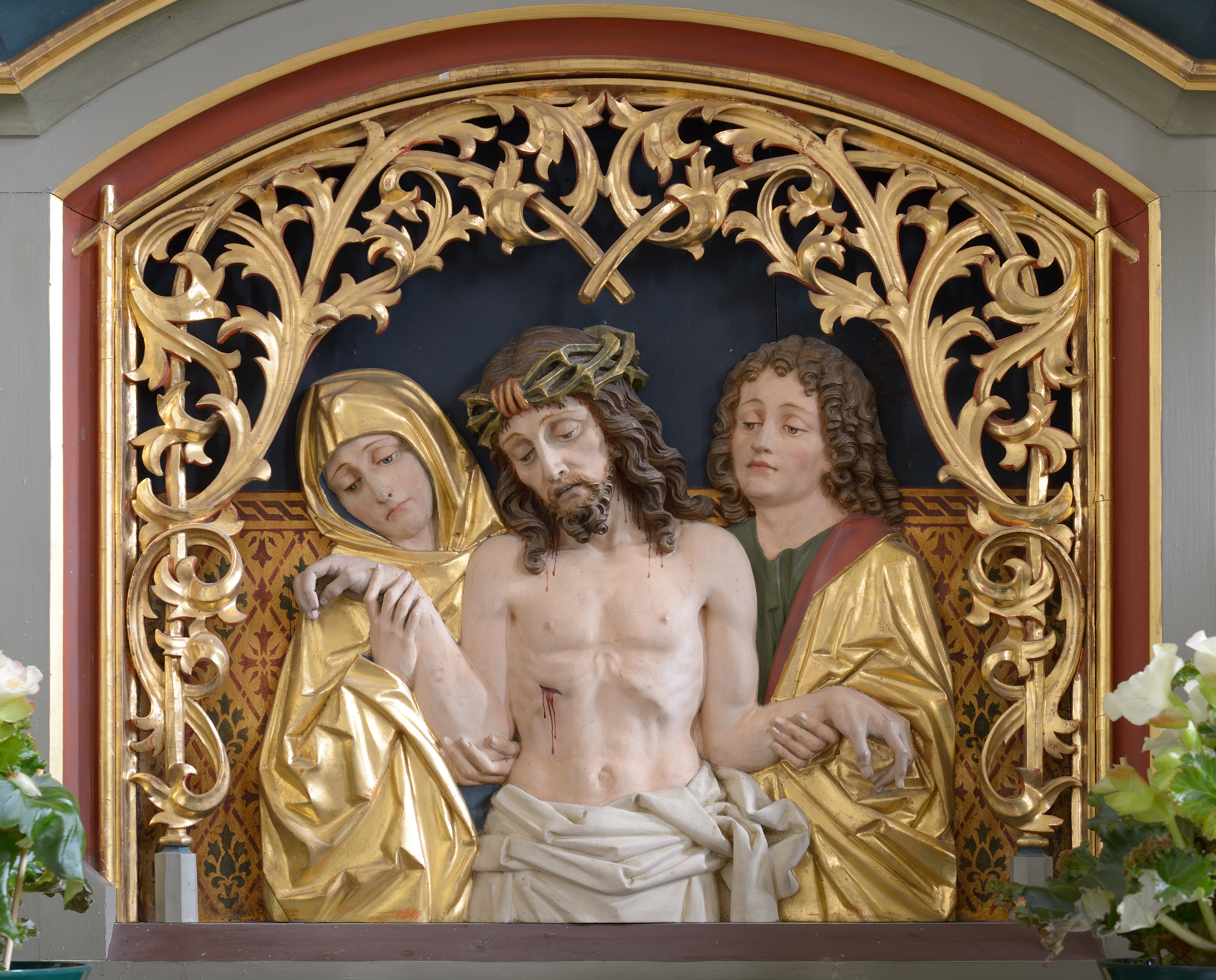
Relief Grablegung Christi, Pfarrkirche Völs am Schlern (1906)

- Ornamentik am Hochaltar, Chorgestühl, Pfarrkirche St. Nikolaus, Innsbruck, 1891/1894[2]
- Kreuzigungsgruppe, Pfarrkirche Attinghausen, 1893
- Ornamentik am Herz-Mariä-Altar, Pfarrkirche Bozen, 1895
- Statuen der Athene und des Ares, Treppenhaus des Alten Landhauses, Innsbruck, 1898/99[3]
- Altäre mit Figuren, Chorgestühl, Heiliges Grab, Pfarrkirche Jenbach, 1899–1908
- plastischer Schmuck an der Kanzel, Pfarrkirche Partschins, 1903/04
- Büste des Fürstbischofs Josef Altenweisel, 1905
- Heiligenfiguren für zwei Altäre der Pfarrkirche Völs am Schlern, 1906
- Hochaltar, Pfarrkirche Wörgl, 1907
- Statue der Immaculata, Pfarrkirche Doren, 1910
- Wegkreuz bei Keilfeld, Gemeinde Wattenberg, 1917[4]
- Ornamentik und Engelsfiguren an der Kanzel, Herz-Jesu-Kirche, Innsbruck